# Matthew Broderick
Matthew Broderick (n. 21 martie 1962) este un actor american. A jucat rolul lui Ferris Bueller în Chiulangiul (1986), este vocea leului adult Simba în Regele Leu și a portretizat pe Leo Bloom în producțiile Hollywood și Broadway Producătorii.
A câștigat două premii Tony, unul în 1983 pentru rolul său în piesa de teatru Brighton Beach Memoirs și unul în 1995 pentru rolul principal din muzicalul How to Succeed in Business Without Really Trying.

## Lucrări

### Filmografie
| An   | Titlu                                                                | Rol                                         | Note                                                                                          |
| ---- | -------------------------------------------------------------------- | ------------------------------------------- | --------------------------------------------------------------------------------------------- |
| 1983 | Max Dugan Returns                                                    | Michael McPhee                              |                                                                                               |
| 1983 | WarGames (Jocuri de război)                                          | David Lightman                              | Nominalizare—Premiul Saturn pentru cel mai bun actor                                          |
| 1985 | 1918                                                                 | Brother                                     |                                                                                               |
| 1985 | Master Harold...and the Boys                                         | Harold "Hally"                              | Nominalizare—CableACE Award for Actor in a Theatrical or Dramatic Special                     |
| 1985 | Ladyhawke (Domnița soim)                                             | Philippe Gaston                             |                                                                                               |
| 1986 | Ferris Bueller's Day Off (Chiulangiul)                               | Ferris Bueller                              | Nominalizare—Golden Globe Award for Best Actor – Motion Picture Musical or Comedy             |
| 1986 | On Valentine's Day                                                   | Brother                                     |                                                                                               |
| 1987 | Project X (Proiectul X)                                              | James "Jimmy" Garrett                       |                                                                                               |
| 1988 | Biloxi Blues                                                         | Eugene Morris Jerome                        |                                                                                               |
| 1988 | Torch Song Trilogy (Trilogia cântecului de dragoste)                 | Alan Simon                                  |                                                                                               |
| 1989 | Family Business (Ocupație de familie)                                | Adam McMullen                               |                                                                                               |
| 1989 | Glory                                                                | Colonel Robert Gould Shaw                   |                                                                                               |
| 1990 | The Freshman (Novicele)                                              | Clark Kellogg / Naratorul                   |                                                                                               |
| 1992 | Out on a Limb (În pom)                                               | William "Bill" Campbell                     |                                                                                               |
| 1993 | The Night We Never Met (Noaptea în care nu ne-am întâlnit)           | Samuel "Sam" Lester                         |                                                                                               |
| 1993 | A Life in the Theatre (În spatele cortinei)                          | John                                        | Nominalizare—Primetime Emmy Award for Outstanding Supporting Actor in a Miniseries or a Movie |
| 1994 | The Lion King (Regele Leu)                                           | Adult Simba                                 | Voce                                                                                          |
| 1994 | Mrs. Parker and the Vicious Circle (Cercul vicios al doamnei Parker) | Charles MacArthur                           |                                                                                               |
| 1994 | The Road to Wellville (Drumul spre Wellville)                        | William "Will" Lightbody                    |                                                                                               |
| 1995 | The Thief and the Cobbler                                            | Tack the Cobbler                            | Voce Cunoscut și ca Arabian Knight                                                            |
| 1996 | The Cable Guy (Tipu' de la cablu)                                    | Steven M. Kovacs                            | Nominalizare—MTV Movie Award for Best Fight (contra lui Jim Carrey)                           |
| 1996 | Infinity (O iubire eternă)                                           | Richard Feynman                             | Și producător/regizor                                                                         |
| 1997 | Addicted to Love (Dependenți de dragoste)                            | Sam                                         |                                                                                               |
| 1998 | Godzilla                                                             | Dr. Niko "Nick" Tatopoulos                  |                                                                                               |
| 1998 | The Lion King II: Simba's Pride (Regele Leu 2: Regatul lui Simba)    | King Simba                                  | Voce Direct-to-video                                                                          |
| 1998 | Walking to the Waterline                                             | Michael Woods                               |                                                                                               |
| 1999 | Election (Candidata)                                                 | James "Jim" McAllister                      |                                                                                               |
| 1999 | Inspectorul Gadget                                                   | Inspectorul Gadget /John Brown/ Robo-Gadget |                                                                                               |
| 2000 | You Can Count on Me (Te poți baza pe mine)                           | Brian Everett                               |                                                                                               |
| 2003 | The Music Man (Dirijorul)                                            | Professor Harold Hill                       | TV                                                                                            |
| 2003 | Good Boy! (Câinele extraterestru)                                    | Hubble                                      | Voce                                                                                          |
| 2004 | The Lion King 1½ (Hakuna Matata)                                     | Simba (adolescent și adult)                 | Voce Direct-pe-video                                                                          |
| 2004 | Marie and Bruce (Marie și Bruce)                                     | Bruce                                       |                                                                                               |
| 2004 | The Stepford Wives (Neveste perfecte)                                | Walter Kresby                               |                                                                                               |
| 2004 | The Last Shot (Ultima secvență)                                      | Steven Schats                               |                                                                                               |
| 2005 | The Producers (Producătorii )                                        | Leopold "Leo" Bloom                         |                                                                                               |
| 2005 | Strangers with Candy (Anii de liceu... la vârsta a doua)             | Roger Beekman                               |                                                                                               |
| 2006 | Deck the Halls (Crăciun cu scântei)                                  | Steven "Steve" Finch                        |                                                                                               |
| 2007 | Then She Found Me (Regăsirea)                                        | Benjamin "Ben" Green                        |                                                                                               |
| 2007 | Bee Movie (Bee Movie: povestea unei albine)                          | Adam Flayman                                | Voce                                                                                          |
| 2008 | Diminished Capacity (Diminuarea aptitudinilor)                       | Cooper Kennedy                              |                                                                                               |
| 2008 | Finding Amanda (În căutarea Amandei)                                 | Taylor Peters Mendon                        | Nominalizare—Prism Award for Performance in a Feature Film                                    |
| 2008 | The Tale of Despereaux (Povestea lui Despereaux)                     | Despereaux                                  | Voce                                                                                          |
| 2010 | Wonderful World                                                      | Benjamin "Ben" Singer                       |                                                                                               |
| 2010 | Beach Lane                                                           | Mike Brennan                                | TV                                                                                            |
| 2011 | Margaret                                                             | John Van Tassel                             |                                                                                               |
| 2011 | Tower Heist (Jaf... la turnul mare)                                  | Mr. Fitzhugh                                |                                                                                               |
| 2011 | New Year's Eve                                                       | Mr. Buellerton                              | Nemenționat                                                                                   |
| 2013 | Skum Rocks!                                                          | În rolul său                                |                                                                                               |
| 2014 | Dirty Weekend                                                        | Les Moore                                   | Post-producție                                                                                |
| 2015 | Untitled Warren Beatty project                                       |                                             | Filmări                                                                                       |
| 2015 | The Gettysburg Address                                               | În rolul său                                | Filmări                                                                                       |

### Teatru
| Teatru          | Teatru                                           | Teatru              | Teatru                                                       |
| An              | Titlu                                            | Rol                 | Note                                                         |
| --------------- | ------------------------------------------------ | ------------------- | ------------------------------------------------------------ |
| 1981            | Torch Song Trilogy                               | David               |                                                              |
| 1983            | Brighton Beach Memoirs                           | Eugene Jerome       | Tony Award for Best Featured Actor in a Play                 |
| 1985            | Biloxi Blues                                     | Eugene Jerome       |                                                              |
| 1995            | How to Succeed in Business Without Really Trying | J. Pierrepont Finch | Tony Award for Best Leading Actor in a Musical               |
| 1999            | Night Must Fall                                  | Dan                 |                                                              |
| 2000            | Taller Than a Dwarf                              | 'Howard Miller      |                                                              |
| 2001–2002, 2003 | The Producers                                    | Leopold "Leo" Bloom | Nominalizare—Tony Award for Best Featured Actor in a Musical |
| 2002            | Short Talks on the Universe                      |                     |                                                              |
| 2004            | The Foreigner                                    | Charlie Baker       |                                                              |
| 2005            | The Odd Couple                                   | Felix Unger         |                                                              |
| 2009            | The Philanthropist                               | Phillip             |                                                              |
| 2009            | The Starry Messenger                             | Mark                |                                                              |
| 2012–2013       | Nice Work If You Can Get It                      | Jimmy Winter        |                                                              |
| 2014–2015       | It's Only a Play                                 | Peter Austin        |                                                              |

### Televiziune
| Televiziune | Televiziune                                          | Televiziune           | Televiziune                                    |
| Anr         | Titlu                                                | Rol                   | Note                                           |
| ----------- | ---------------------------------------------------- | --------------------- | ---------------------------------------------- |
| 1981        | Lou Grant                                            |                       | Episodul: "Generations"                        |
| 1985        | Faerie Tale Theatre                                  |                       | Episodul: "Cinderella"                         |
| 1985        | "Master Harold"...and the Boys                       |                       |                                                |
| 1988        | Saturday Night Live                                  | Host                  | Episodul: "Matthew Broderick/The Sugarcubes"   |
| 1993        | A Life in the Theatre                                |                       |                                                |
| 1995        | Frasier                                              | Doar voce             | Episodul: "She's the Boss"                     |
| 1997        | Lewis & Clark: The Journey of the Corps of Discovery |                       |                                                |
| 1998        | Saturday Night Live                                  | Gazdă                 | Episodul: "Matthew Broderick/Natalie Merchant" |
| 2003        | The Music Man                                        | Professor Harold Hill |                                                |
| 2008        | 30 Rock                                              | Cooter Burger         | Episodul: "Cooter"                             |
| 2009        | Cyberchase                                           |                       | Episodul: "Father's Day"                       |
| 2010        | Who Do You Think You Are?                            |                       |                                                |
| 2010        | Louie                                                | În rolul său          | Episodul: "Heckler/Cop Movie"                  |
| 2010        | Beach Lane                                           |                       | Pilot TV                                       |
| 2012        | Adventure Time                                       | The Dream Warrior     | Episodul: "Who Would Win?"                     |
| 2012        | 30 Rock                                              | Cooter Burger         | Episodul: "Governor Dunston"                   |
| 2012        | Modern Family                                        | Dave                  | Episodul: "Mistery Date"                       |

## Legături externe
- en Matthew Broderick la Internet Broadway Database
- en Matthew Broderick la Internet Off-Broadway Database
- Matthew Broderick la Internet Movie Database
- Matthew Broderick la Allmovie
- Matthew Broderick la CineMagia